# Wahlkreis Roxburgh and Berwickshire (Schottisches Parlament)
| Roxburgh and Berwickshire                     |
| --------------------------------------------- |
| Roxburgh and Berwickshire · South of Scotland |
| Gebildet                                      |
| 1999                                          |
| Abgeschafft                                   |
| 2011                                          |
| Regionen                                      |
| Scottish Borders                              |

Roxburgh and Berwickshire war ein Wahlkreis für das Schottische Parlament. Er wurde 1999 als einer von neun Wahlkreisen der Wahlregion South of Scotland eingeführt, die im Zuge der Revision der Wahlkreise im Jahre 2011 neu zugeschnitten und in South Scotland umbenannt wurde. Hierbei wurde der Wahlkreis Roxburgh and Berwickshire abgeschafft. Der Großteil von Roxburgh and Berwickshire ging an den neuen Wahlkreis Ettrick, Roxburgh and Berwickshire über. Roxburgh and Berwickshire umfasste weite Gebiete der Council Area Scottish Borders und entsandte einen Abgeordneten. Bei Zensuserhebung 2001 lebten insgesamt 58.409 Personen innerhalb seiner Grenzen.

## Wahlergebnisse

### Parlamentswahl 1999
| Ergebnisse der Parlamentswahl 1999 | Ergebnisse der Parlamentswahl 1999 | Ergebnisse der Parlamentswahl 1999 | Ergebnisse der Parlamentswahl 1999 |
| Partei                             | Kandidat                           | Stimmen                            | %                                  |
| ---------------------------------- | ---------------------------------- | ---------------------------------- | ---------------------------------- |
| Liberal Democrats                  | Euan Robson                        | 11.320                             | 40,6                               |
| Conservative                       | Alasdair Hutton                    | 7735                               | 27,8                               |
| SNP                                | Stuart Crawford                    | 4719                               | 16,9                               |
| Labour                             | Susan McLeod                       | 4102                               | 14,7                               |

### Parlamentswahl 2003
| Ergebnisse der Parlamentswahl 2003 | Ergebnisse der Parlamentswahl 2003 | Ergebnisse der Parlamentswahl 2003 | Ergebnisse der Parlamentswahl 2003 | Ergebnisse der Parlamentswahl 2003 |
| Partei                             | Kandidat                           | Stimmen                            | %                                  | ±                                  |
| ---------------------------------- | ---------------------------------- | ---------------------------------- | ---------------------------------- | ---------------------------------- |
| Liberal Democrats                  | Euan Robson                        | 9280                               | 41,2                               | +0,6                               |
| Conservative                       | Sandy Scott                        | 6790                               | 30,2                               | +2,4                               |
| SNP                                | Roderick Campbell                  | 2816                               | 12,5                               | −4,4                               |
| Labour                             | Sam Held                           | 2802                               | 12,5                               | −2,2                               |
| Socialist                          | Graeme McIver                      | 823                                | 3,7                                | +3,7                               |
| Wahlbeteiligung: 23.781 (51,65 %)  |                                    |                                    |                                    |                                    |

### Parlamentswahl 2007
| Ergebnisse der Parlamentswahl 2007 | Ergebnisse der Parlamentswahl 2007 | Ergebnisse der Parlamentswahl 2007 | Ergebnisse der Parlamentswahl 2007 | Ergebnisse der Parlamentswahl 2007 |
| Partei                             | Kandidat                           | Stimmen                            | %                                  | ±                                  |
| ---------------------------------- | ---------------------------------- | ---------------------------------- | ---------------------------------- | ---------------------------------- |
| Conservative                       | John Lamont                        | 10.556                             | 41,1                               | +10,9                              |
| Liberal Democrats                  | Euan Robson                        | 8571                               | 33,4                               | −7,8                               |
| SNP                                | Aileen Orr                         | 4127                               | 16,1                               | +3,6                               |
| Labour                             | Mary Lockhart                      | 2108                               | 8,2                                | −4,3                               |
| Parteilos                          | Jesse Rae                          | 318                                | 1,2                                | +1,2                               |
| Wahlbeteiligung: 25.680 (53,65 %)  |                                    |                                    |                                    |                                    |